# György Márkus
György Márkus, född 13 april 1934 i Budapest, död 5 oktober 2016, var en ungersk filosof som tillhörde Budapestskolan.

## Biografi
Márkus överlevde Förintelsen som ung pojke. Efter kriget och den kommunistiska regeringens slutgiltiga seger skickades han för att fullborda sin filosofiska utbildning vid Lomonosovuniversitetet i Moskva mellan 1953 och 1957. Där träffade han sin blivande hustru Maria Márkus, som också studerade filosofi. De fick sin första son, György (Gyuri), 1956 varefter den andre följde två år senare i Budapest.
Från 1960 gick han med i en liten grupp av filosofer som grundats kring den internationellt hyllade filosofen György Lukács, som i sin sista period grundade ett program baserat på "Marx återuppståndelse". Detta projekt var att återuppliva den ursprungliga humanistiska intentionen i Marx verk och visa på dess samtida relevans. Andra framstående medlemmar i denna grupp inkluderade Ágnes Heller, Ferenc Fehér, István Mészáros, Mihály Vajda, Maria Márkus och senare hans studenter György Bence och János Kis. Márkus skrev sin avhandling om Wittgensteins Tractatus logico-philosophicus och tillbringade åren 1965–1966 vid University of Pittsburgh under handledning av Wilfrid Sellars och Willard V. O. Quine. Márkus tilldelades den filosofiska och humanistiska sektionens pris av den ungerska vetenskapsakademien 1966. Vid den här tiden kunde Márkus tala ryska, engelska, tyska, polska, franska och latin förutom sitt modersmål ungerska.
Lukács död 1971 berövade medlemmarna i Budapestskolan den skyddsnivå han hade kunnat erbjuda mot en alltmer fientlig regim, och 1973 fördömde det kommunistiska partiet officiellt deras verk och några av gruppens medlemmar avskedades från sina akademiska positioner.

## Verk och filosofi
Márkus publikationshistoria är fragmenterad i jämförelse med andra ledande medlemmar av Budapestskolan som exempelvis Heller. Flera av hans tidigare verk på ungerska har inte översatts till engelska. Han publicerade ofta i mindre tidskrifter och vanligen bara när han blivit ombedd av redaktörer. Den första publikation som föranledde internationell uppmärksamhet för Markus var hans Marxism och antropologi (1978), ursprungligen publicerad på ungerska 1965 och senare översatt till spanska, japanska, italienska, engelska och tyska. Diktatur över behov: En analys av sovjetiska samhällen (1983), skriven tillsammans med Fehér och Heller, ger uttryck för Budapestskolans tidigare kritik av livet i Sovjetunionen och dess östeuropeiska satellitstater. Ett annat inflytelserikt verk från den här tiden publicerades i sin engelska version och  heter Language and Production: A Critique of the Paradigms (1986). Hans långvariga ambition var att förbereda ett verk om en teori beträffande kulturell autonomi i moderniteten. Trots att han inte kunde fullfölja detta projekt samlades ett antal av hans senare essäer om detta tema av John Grumley och presenterades i Culture, Science and Society: Constitution of Cultural Modernity (2013). Ytterligare en urval av essäer som utgör hans Nachlass är på väg, redigerade och med en inledning av Harriet Johnson.
Även om det finns en tydlig inre röd tråd i hela Márkus verk kan dessa organiseras kronologiskt enligt tre huvudsakliga faser. Hans första period handlade om att utveckla en "humanistisk" marxism och såg Márkus utforska idén om en normativ filosofisk antropologi som skulle kunna vägleda detta teoretiska projekt - en antropologi som fortfarande till stor del baserades på en teori om utvecklande behov som artikulerades genom en mer eller mindre traditionell marxistisk syn på den historiska utvecklingen. Den andra perioden präglas av en mer kritisk syn på Marx och en särskild fokus på de metodologiska begränsningarna i det klassiska marxistiska paradigmet beträffande arbete. Márkus börjar också att titta på den tidiga Marx (istället för en senare teleologisk teori om historien) för de normat
Den andra perioden präglas av en mer kritisk syn på Marx och en särskild fokus på de metodologiska begränsningarna i den ortodoxa marxistiska arbetsparadigmet. Márkus börjar också att titta på den tidiga Marx (istället för en senare teleologisk teori om historien) för de normativa grundvalarna för sin filosofiska antropologi. Márkus börjar också under den här perioden att engagera sig mer med icke-marxistiska teoretiker som Hans-Georg Gadamer, Leo Strauss samt att återuppta sitt intresse för Wittgenstein. Här möjliggjorde Markus' breda förståelse av utvecklingarna inom den vidare filosofiska världen att han kritiskt kunde hantera de olika sätt på vilka 'språkparadigmet' hade fått auktoritet inom det tjugonde århundradets humanistiska studier. Márkus argumenterade mot detta språkliga modell, och förespråkade istället en syn på kultur som en typ av produktiv process som bäst förstås utifrån (utvidgade) Marxistiska linjer.
Den tredje och sista perioden är ännu mer kritisk mot det smala Marxistisk-teknokratiska produktionsparadigmet. Genom en kritik av Habermas' kommunikativa vändning hävdar han att arvet från detta paradigm hade hindrat filosofin från att ge en tillräckligt rik beskrivning av subjektets konkreta interaktioner med naturen, samt misslyckats med att förstå att det konstituerar en samhällelig process. Habermas hade också erkänt den normativa bristen i detta paradigm, men övergav den i stort sett helt, och valde istället - med en Kantiansk twist - ett idealiserat, transcendentalt perspektiv som hade extrapolerats från förhållandena för språklig interaktion. För Markus innebar detta perspektivbyte att traditionen fick, å ena sidan, en frusen och idealiserad form av rationalitet, och å andra sidan, ett reduktivt och rent instrumentellt begrepp om historisk utveckling. Markus fortsatte under resten av sitt liv, att vara fast besluten om att ett icke-reduktionistiskt produktionsparadigm skulle kunna grunda en 'enhetlig' teori om social normativitet och emancipatoriskt handlande.

## Verk i urval
- Marxizmus és „antropológia”. Az emberi lényeg fogalma Marx filozófiájában, 1966 (Marxism and Anthropology, 1978)
- Irányzatok a mai polgári filozófiában, 1972 together with Zádor Tordai
- Hogyan lehetséges kritikai gazdaságtan?, 1973 together with György Bence and János Kis
- Diktatúra a szükségletek felett, with Ferenc Feher and Agnes Heller, 1983 (Dictatorship Over Needs, 1983)
- Why is there no hermeneutics of natural sciences? Some preliminary theses. Science in Context 1987;1:5-51 (pdf Archived 26 August 2016 at the Wayback Machine)
- Kultúra és modernitás. Hermeneutikai kísérletek, 1992
- Metafizika – mi végre?, 1998
- “The Soul and Life: The Young Lukács and the Problem of Culture”. Telos 32
- Langage et production, 1982 (Language and production: A critique of the paradigms, 1986)
- "A Society of Culture: The constitution of modernity" in Rethinking Imagination, 1994
- Culture, Science, Society: The Constitution of Cultural Modernity, 2013. Edited by John Grumley
- Is a Critical Economics Possible? with Janos Kis and Gyorgy Bence, 2021. Edited by John Grumley
- Critical Theory, Radical Historicism, Science: The Contemporary György Markus, 2021. Edited and Introduced by John Grumley and Harriet Johnson